# Violès
Violès is een gemeente in het Franse departement Vaucluse (regio Provence-Alpes-Côte d'Azur) en telt 1536 inwoners (1999). De plaats maakt sinds 1 januari 2017 deel uit van het arrondissement Carpentras.

## Geografie
De oppervlakte van Violès bedraagt 14,8 km², de bevolkingsdichtheid is 103,8 inwoners per km².
De onderstaande kaart toont de ligging van Violès met de belangrijkste infrastructuur en aangrenzende gemeenten.

## Demografie
Onderstaande figuur toont het verloop van het inwonertal (bron: INSEE-tellingen).